# 小行星6089
小行星6089（6089 Izumi）是一颗围绕太阳公转的小行星。1989年1月5日，小石川正弘在仙台市发现了此天体。
該小行星以日本宮城縣仙台市泉區命名。
这颗小行星的绝对星等为265.0069980216921等。